# سادي جونز
سادي جونز (بالإنجليزية: Sadie Jones)‏ (1967، لندن في المملكة المتحدة)؛ كاتِبة وروائية بريطانية.

## روابط خارجية
- سادي جونز على موقع IMDb (الإنجليزية)
- سادي جونز على موقع قاعدة بيانات الفيلم (الإنجليزية)